# Andreas Pickel
Andreas Pickel (* 31. März 1838 in Nürnberg; † 12. Mai 1913 ebenda) war ein deutscher Kupferstecher.

## Leben

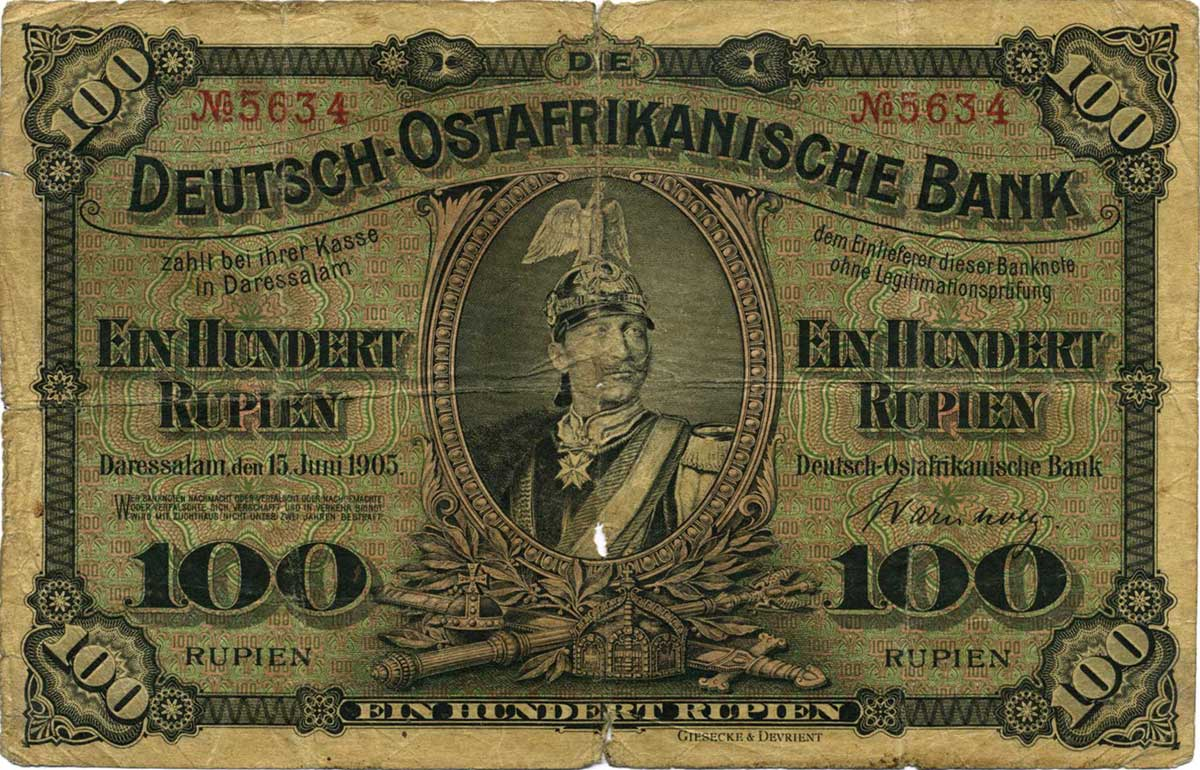
Ein Hundert Rupien, Deutsch-Ostafrikanische Bank, 1905

Früh zeigte sich bei ihm eine künstlerische Begabung. Als seine Eltern gestorben waren, verdiente er bereits im Alter von 14 Jahren seinen eigenen Lebensunterhalt durch Zeichenunterricht. Nach einer Lehre in der Kunsthandlung von Carl Mayer in Nürnberg bildete er in München bei Leonhard Raab und in Düsseldorf fort. In Düsseldorf war er Privatschüler des Kupferstechers Rudolf Stang.
Pickel war er ein vielbeschäftigter Stecher, der allein für den Düsseldorfer Verein zur Verbreitung religiöser Bilder über neunzig Platten stach, unter anderem nach Vorlagen von Andreas Müller. Hauptauftraggeber für Pickel als Stecher war die Bank of England. Für sie schuf er Vorlagen für Banknoten. Auch Österreich-Ungarn, die Niederlande und Schweden ließ sich Banknoten und Briefmarken von ihm entwerfen. Er war ferner der Gestalter der ersten deutschen Kolonialbanknote in Deutsch-Ostafrika im Wert von 50 bzw. 100 Rupien mit dem Bildnis Kaiser Wilhelms II. Nebenher malte und zeichnete er Porträts.
Pickel lebte in Nürnberg und war Vater von zwölf Kindern. Er war Mitglied des Nürnberger Kunstvereins und des Albrecht-Dürer-Vereins und gilt als der letzte Meister der alten Nürnberger Kupferstecherkunst.